# Crossopriza pristina
Crossopriza pristina är en spindelart som först beskrevs av Simon 1890.  Crossopriza pristina ingår i släktet Crossopriza och familjen dallerspindlar. Inga underarter finns listade i Catalogue of Life.